# 전해수

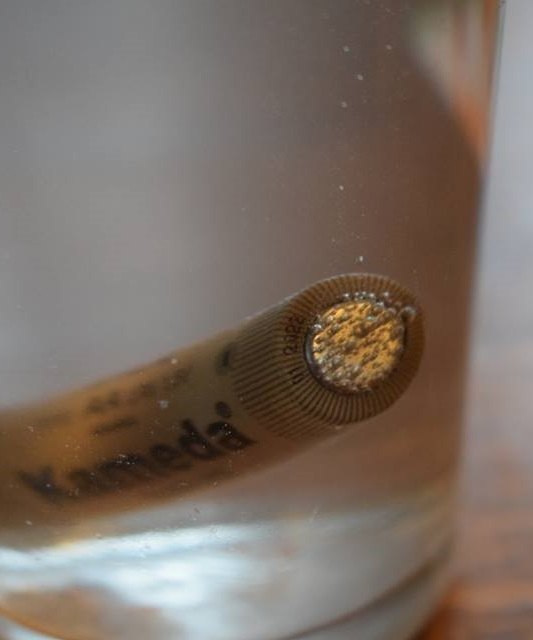

전해수(electrolysed water)는 염화 나트륨이 용해된 일반 수돗물을 전기 분해하여 생성된다. 이러한 염 용액을 전기분해하면 하이포아염소산과 수산화 나트륨 용액이 생성된다. 생성된 물은 소독제로 사용할 수 있다.

## 같이 보기
- 소독제
- 전해수기